# Етика свободи

Етика свободи - книга американського філософа та економіста Мюррея Н. Ротбарда, 1982 року, в якій автор викладає лібертаріанську політичну позицію. Аргументація Ротбарда ґрунтується на формі етики природного права, і є аргументом на користь анархо-капіталізму.
У передмові Ганса-Германа Гоппе до видання книги 1998 року сказано, що вона "пояснює інтеграцію економіки та етики через спільну концепцію власності; і на основі концепції власності та в поєднанні з кількома загальними емпіричними (біологічними та фізичними) спостереженнями або припущеннями Ротбард виводить корпус лібертаріанського права, від права привласнення до права контрактів і покарання".

## Огляд
Етика свободи складається з п'яти частин, хоча в попередньому виданні п'ята частина була відсутня. 
Частина I - це вступ, який пояснює основні положення теорії природного права загалом і коротко захищає її від деяких заперечень. 
Частина II - це власне зміст роботи, в якій викладено етику Ротбарда щодо застосування сили. 
Частина III застосовує його етичні теорії до держави, яку він розглядав як "ворога свободи і, власне, справжнього права". 
Частина IV пропонує короткий огляд альтернативних політичних теорій, розроблених Мізесом, Гаєком, Берліном та Нозіком. 
У частині V зроблено спробу викласти теорію стратегії переходу від нинішньої системи до лібертаріанського анархо-капіталістичного суспільства.
У вступі Гоппе пише, що "Етика свободи" була другим magnum opus Ротбарда, іншим була книга "Людина, економіка і держава" (1962).

## Сприйняття
У лібертаріанських колах книга була позитивно сприйнята. Багато хто хвалить книгу за її гострий аналіз природного права та його практичне застосування. [Лібертаріанський коментатор Шелдон Річман каже: "Етика свободи - це чудова книга, яка заслуговує на увагу кожного, хто зацікавлений у доброму суспільстві та процвітанні людини".
Філософ Метт Зволінські розкритикував книгу, написавши, що дискусія Ротбарда про власність у шостому розділі "ґрунтується на фундаментальній плутанині між дескриптивними та нормативними твердженнями".

## Історія публікацій
- Humanities Press[en]. Atlantic Highlands, NJ: 1982. Hardcover. ISBN 0391023713
- New York University Press[en]. New York, 1998. Hardcover. ISBN 0814775063
  - With a new introduction by Hans-Herman Hoppe. Audiobook / full text available.
- New York University Press[en]. New York, 2003. Paperback. ISBN 0814775594